# Steleocerellus globuliformis
Steleocerellus globuliformis är en tvåvingeart som först beskrevs av Becker 1910.  Steleocerellus globuliformis ingår i släktet Steleocerellus och familjen fritflugor. Inga underarter finns listade i Catalogue of Life.